# Nenad Bach
Nenad N. Bach (Zagreb, 1954.) je američko-hrvatski je glazbenik, skladatelj, izvođač, producent i mirovni aktivist.

## Životopis
Nenad Bach rođen je 1954. godine u Zagrebu. Diplomirao je studij građevine na Sveučilištu u Rijeci. Otišao je 1984. godine u Sjedinjene Američke Države, u New York, uglavnom zbog namjere kako bi mu se djeca rodila u demokraciji.
Godine 1998. izdao je album zajedno s Bruceom Springsteenom, Leonardom Cohenom, Allenom Ginsbergom i drugima ("News Goo"). Suosnivač je rock skupine "Vrijeme i Zemlja". Nenad Bach surađivao je s brojnim umjetnicima uključujući i sljedeće izvođače: Luciano Pavarotti, Bono & The Edge (U2), Brian Eno, Garth Hudson & Rick Danko (The Band), Vince Welnick (Grateful Dead), John Malkovich, Ellen Burstyn, Martin Sheen, Michael York, i brojni drugi. Do danas je prodao više od milijun ploča.

## Diskografija

### CD-ovi
- "Klapa Sinj"
- "Klapa Lindjo"
- "Thousand Years Of Peace"
- "Fire On The Sea - Klapa Fortunal"
- "Following The Cross - Lenten Chants From The Island Of Hvar Croatia"
- "Can We Go Higher 1"
- "Can We Go Higher 2"
- "Greatest Hits"
- "Novaljo Novaljo - Klapa Novalia"
- "News Goo"
- "Pavarotti and Friends"
- "The Best Of Rock Za Hrvatsku"
- "Woman In The Bay"

### LP-ovi
- "Vrijeme I Zemlja"
- "Vecer Slobodnih Formi"
- "Takvu Te Necu"

### Singlovi
- "Between Two Flights"
- "Kako Da Ti Pridjem Vesna"
- "Tvoja Majka Sjajno Kuha"

## Vanjske poveznice
- NenadBach.com službena internet stranica  Arhivirana inačica izvorne stranice od 7. travnja 2010. (Wayback Machine)
- Nenad Bach Band (engl.)
- Hrvatsko Kulturno Vijeće
- Nenad Bach radio na Pandora.com
- Nenad Bach s klapom Sinj u The Kennedy Center  Arhivirana inačica izvorne stranice od 22. prosinca 2008. (Wayback Machine)